# Poanes massasoit
Poanes massasoit is een vlinder uit de familie van de dikkopjes (Hesperiidae). De wetenschappelijke naam van de soort is voor het eerst geldig gepubliceerd in 1863 door Samuel Hubbard Scudder.